# 零式艦上戰鬥機

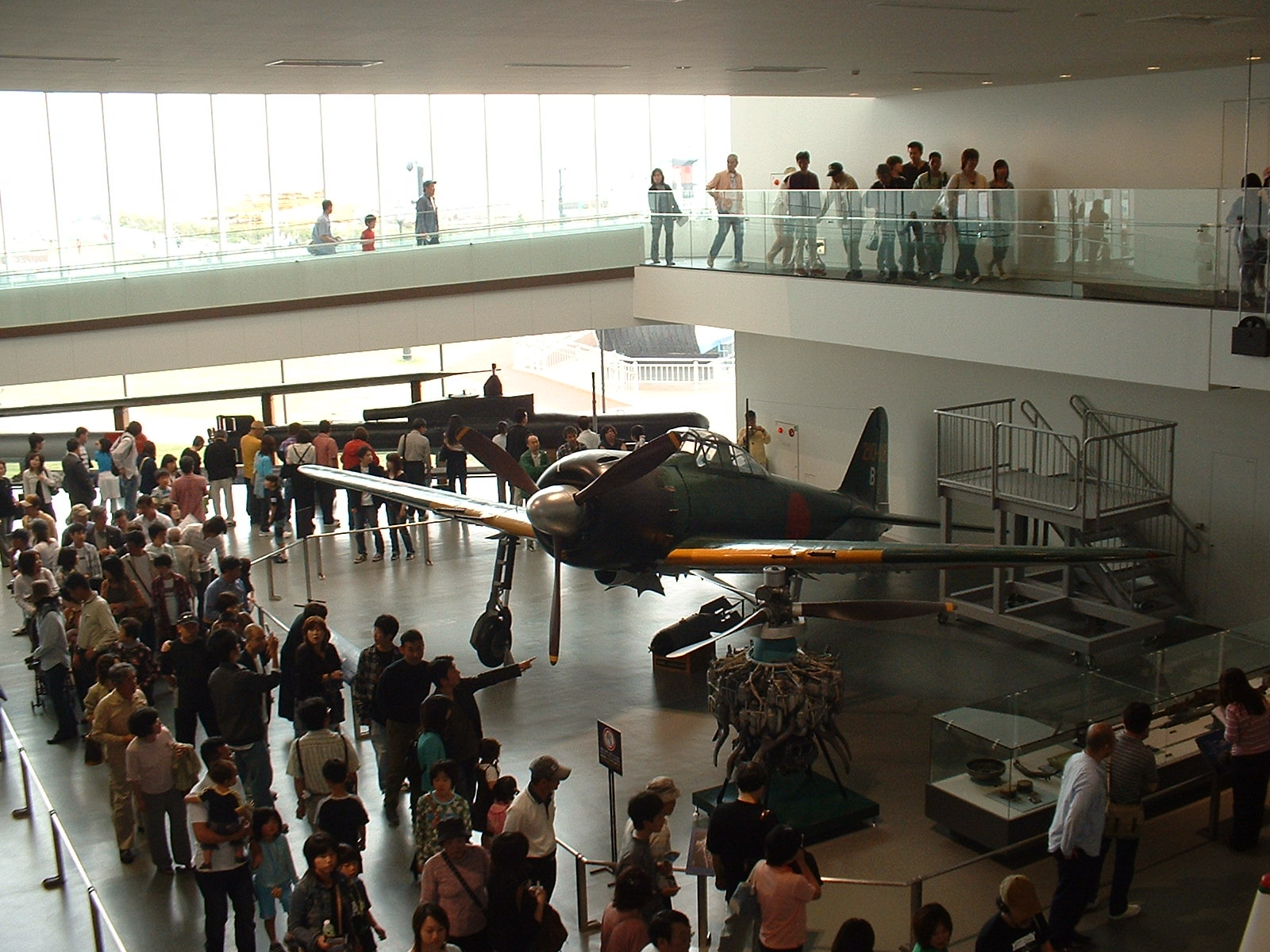
吳市海事歷史科學館展示的零式艦上戰鬥機

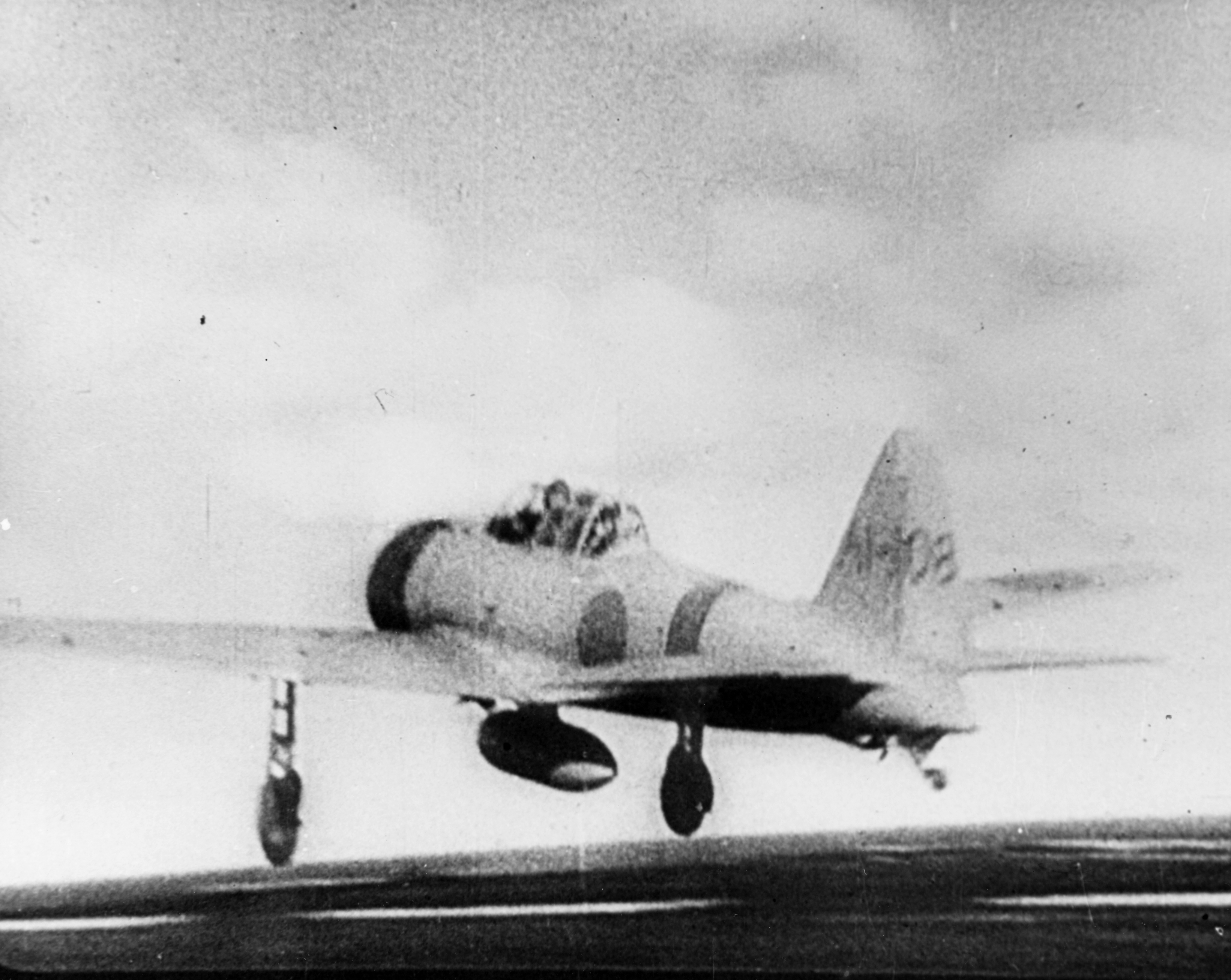
珍珠港事件中從赤城号航空母舰起飛的零式戰機

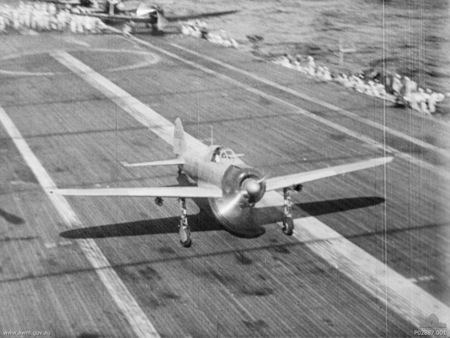
聖克鲁斯群岛戰役中的零式戰機

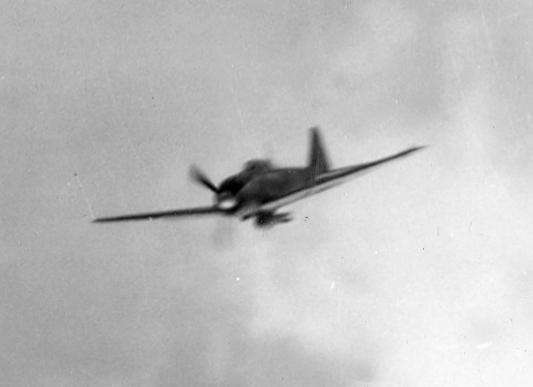
1945年6月14日，由富安俊助中尉駕駛的零戰六二型，在菊水六號作戰中對企業號航空母艦實施自殺攻擊時遭艦上美軍拍攝的照片

零式艦上戰鬥機（日语：零式艦上戦闘機，在部分中文書籍中稱為零式艦載戰鬥機、零式戰鬥機、零式戰機）是大日本帝國海軍的單座型艦載戰鬥機，簡稱「零戰」（日语：零戦），編號「A6M」。作為九六式艦上戰鬥機的後繼機，在第二次世界大戰期間是大日本帝国海軍從1940年到1945年的主力艦載戰鬥機，從中日戰爭戰場初露頭角，直到第二次世界大戰結束，整個太平洋戰區都可以見其蹤影，堪稱日本海軍在二戰時期最知名的戰鬥機。其名得自于服役时正是皇纪纪元2600年、以該年的末两位而得名。盟軍暱稱代號為「Zeke」。
零戰由三菱重工業設計，主要研發人為該公司的設計主任堀越二郎，並由三菱重工業與中島飛機兩家業者共同生產，總計生產10,449架（一說10,938架），總數中約有2/3為中島飛機生產，是日本產量最大的戰鬥機。

## 名稱緣由
此款戰鬥機之所以會取名為「零式」，乃因為當時的軍用飛機是採用日本皇纪的後兩碼來冠名的；而零戰在1940年（昭和15年）正式由日本海軍採用時，該年正好是皇紀2600年，後兩個數字剛好是「00」而取名。同樣以類似方式取名的，還有日本陸軍的百式司令部偵察機、百式重轰炸机。但零戰的水上機種——二式水上戰鬥機在1942年7月加入服役之後，日本海軍便廢除了這種冠名模式（例如1942年開始研製的零戰後繼機A7M，便取名為「烈風」）。

## 研製
零戰代表第二次世界大戰前日本航空工業的最高水準，也是日本海軍的象徵。1937年5月19日，日本海軍向三菱與中島兩家公司提出一個名為「十二試艦上戰鬥機計畫要求書」的艦上戰鬥機的設計案，準備取代剛剛進入服役的三菱96式（A5M）艦上戰鬥機。當時兩家以「昭和十一年度航空機種及性能標準」進行設計：
機種
艦上戰鬥機
使用別
航空母艦（基地）
用途
1.攔截敵軍攻擊機、轟炸機襲擊
2.敵偵察機之清除
座位
1
機體特性
速度以及爬升力優於敵軍的高速飛機，可對對方加以攔截；並且機動性可和敵軍戰鬥機空戰的優秀運動性
續航力
普通滿載狀態發動機最大出力可續航1小時
機槍
20mm1-2門。如只裝設1門時必須追加7.7mm機槍2門。攜帶彈藥量20mm機炮1門60發、7.7mm機槍1門300發
通訊能力
電報300浬、無線電通話30浬
實用高度
3,000-5,000公尺
備註
1.離著艦性能良好，起飛長度在合成風力10m/s時必須在70公尺内
2.使用副油箱時飛行時間可到6小時以上
3.可持續改良
4.必要時可搭載2枚30公斤炸彈
對於戰鬥機續航力与战斗半径的需求，除了滯空時間以外實際要求規格內還有不得短於各種攻擊機的航程的規定，昭和11年時日本海軍對於攻擊機的航程要求：
- 艦上轟炸機：高度2,000m、巡航速度160海里以上，航程要求800海里以上
- 艦上攻擊機：高度2,000m、巡航速度140海里以上，航程要求500海里以上
- 陸上攻擊機：滿載狀態1300海浬以上

稍後彙整來自於中國戰場的經驗和需求，這架戰機的設計需求修改為：
- 最大空速：270節（高度4000米，311 km/h，13125英尺）。
- 爬升率：爬升到3000公尺（9840英尺）高度花費9分30秒。
- 滯空時間：正常出力下可以維持1.5到2小時，經濟巡航速率下携带副油箱为6至8小時。
- 武裝：兩門20毫米機砲，兩挺7.7毫米機槍，並且能夠攜帶兩枚60公斤（123磅）炸彈。
- 航电设备：各種無線電設備，包括定向設備。
- 起飛距離：在17節頂頭風下必須少於70公尺。
- 机动性能必須和96式（A5M）艦上戰鬥機同級

由於這個需求過於嚴苛，尤其是必須兼顧8小時1300海浬以上的續航力與飛機机动性這兩項互相衝突的指標，中島公司在设计階段放棄競標，而三菱公司單獨進行设计。第一架原型機於1939年3月组装完毕，4月1日於岐阜縣之陸軍各務原機場進行首次試飛成功，1940年7月開始編入日本海軍服役。

## 各型號之改良進程
隨著獲取自前線的戰訓（作戰經驗教訓）與性能提升需求，零戰階段性的逐次進行改良。最初發動機的換裝以一號、二號，機體的修改則以一型、二型之類記法表示，但1942年夏季因為海軍要求各廠統一次型號命名法，而以連續兩位數（前面的數字表示機體的修改次數，後面的數字表示發動機的換裝次數）表示，故先前的一號一型/一號二型改稱為一一型/二一型，暫稱為"二號零戰/二號零戰改"的新型零戰，之後則依此規則定名為三二型/二二型。隨著戰局演進在零戰上的變更細節增加，軍方為避免混淆而規定在兩位數字之後以甲/乙/丙之類的追加序號表示武裝與裝備的變更。因兩位數字分別表示不同的改裝狀態（即二一型並非第二十一種零戰改型、五二型並非第五十二種零戰改型…），故正確唸法為按照字面的"二一型""五二型"而非"二十一型""五十二型"。
如下所示，伴隨著改良的型號、發動機、主翼型態、各類裝備的變遷。雖然大致按照時間與系列演進，但也有例外。例如事實上四一型的規劃與五二型是處於同一時期、而"二二型"型號在"三二型"之前，實際上卻是保留三二型發動機但將機身換而二一型組態、在三二型之後的改型。另外受限於表格的表現能力，無法將所有時期各生產廠商甚至前線改裝的全部改裝細節都完全網羅：如五二型乙機鼻內7.7mm機槍與13.2mm機槍併存的狀態、或前線將五二型丙列為標準裝備的武裝或防彈裝備又卸除的作法…等。
| 發動機                   | 型式             | 型式             | 型式             | 型式             | 型式             | 型式             | 型式             | 型式             | 型式              | 型式              | 型式              | 型式              | 型式             | 型式             | 型式             | 型式             | 主翼                 |
| ------------------------ | ---------------- | ---------------- | ---------------- | ---------------- | ---------------- | ---------------- | ---------------- | ---------------- | ----------------- | ----------------- | ----------------- | ----------------- | ---------------- | ---------------- | ---------------- | ---------------- | -------------------- |
| 榮一二                   | 一一             |                  |                  |                  |                  |                  |                  |                  |                   |                   |                   |                   |                  |                  |                  |                  | 無折疊翼端           |
| 榮一二                   | ↳                | 二一             | →                | →                | →                | →                | →                | →                | 四一 (僅存計畫中) | 四一 (僅存計畫中) | 四一 (僅存計畫中) | 四一 (僅存計畫中) |                  |                  |                  |                  | 可折疊翼端           |
| 榮二一                   |                  | ↳                | 三二             |                  |                  |                  |                  |                  |                   |                   |                   |                   |                  |                  |                  |                  | 切尖短展翼端（方型） |
| 榮二一                   |                  |                  | ↳                | 二二             | →                | 二二甲           |                  |                  |                   |                   |                   |                   |                  |                  |                  |                  | 可折疊翼端           |
| 榮二一 榮三一甲 榮三一乙 |                  |                  |                  |                  |                  | ↳                | 五二             | →                | 五二甲            | →                 | 五二乙            | →                 | 五二丙           | →                | →                | 六二             | 切尖短展翼端（圓型） |
| 榮三一                   |                  |                  |                  |                  |                  |                  |                  |                  |                   |                   |                   |                   | ↦                | 五三             | →                | 六三             | 切尖短展翼端（圓型） |
| 金星六二                 |                  |                  |                  |                  |                  |                  |                  |                  |                   |                   |                   |                   | ↳                | 五四             | →                | 六四             | 切尖短展翼端（圓型） |
| 裝備                     | 九九式一号機砲   | 九九式一号機砲   | 九九式一号機砲   | 九九式一号機砲   | 九九式一号機砲   | 九九式二号機砲   | 九九式二号機砲   | 九九式二号機砲   | 九九式二号機砲    | 九九式二号機砲    | 九九式二号機砲    | 九九式二号機砲    | 九九式二号機砲   | 九九式二号機砲   | 九九式二号機砲   | 九九式二号機砲   | 20mm機砲之型號       |
| 裝備                     | 60發             | 60發             | 100發 (彈鼓供彈) | 100發 (彈鼓供彈) | 100發 (彈鼓供彈) | 100發 (彈鼓供彈) | 100發 (彈鼓供彈) | 100發 (彈鼓供彈) | 125發 (彈鏈供彈)  | 125發 (彈鏈供彈)  | 125發 (彈鏈供彈)  | 125發 (彈鏈供彈)  | 125發 (彈鏈供彈) | 125發 (彈鏈供彈) | 125發 (彈鏈供彈) | 125發 (彈鏈供彈) | 每門20mm機砲彈藥量   |
| 裝備                     | 九七式7.7mm機槍  | 九七式7.7mm機槍  | 九七式7.7mm機槍  | 九七式7.7mm機槍  | 九七式7.7mm機槍  | 九七式7.7mm機槍  | 九七式7.7mm機槍  | 九七式7.7mm機槍  | 九七式7.7mm機槍   | 九七式7.7mm機槍   | 三式13.2mm機槍    | 三式13.2mm機槍    | 三式13.2mm機槍   | 三式13.2mm機槍   | 三式13.2mm機槍   | 三式13.2mm機槍   | 副武裝               |
| 裝備                     | 無防彈裝備       | 無防彈裝備       | 無防彈裝備       | 無防彈裝備       | 無防彈裝備       | 無防彈裝備       | 無防彈裝備       | 無防彈裝備       | 無防彈裝備        | 無防彈裝備        | 具備防彈裝備      | 具備防彈裝備      | 具備防彈裝備     | 具備防彈裝備     | 具備防彈裝備     | 具備防彈裝備     | 防彈裝備             |
| 裝備                     | 僅能掛載小型炸彈 | 僅能掛載小型炸彈 | 僅能掛載小型炸彈 | 僅能掛載小型炸彈 | 僅能掛載小型炸彈 | 僅能掛載小型炸彈 | 僅能掛載小型炸彈 | 僅能掛載小型炸彈 | 僅能掛載小型炸彈  | 僅能掛載小型炸彈  | 250kg             | 250kg             | 250kg            | 250kg            | 250kg            | 500kg            | 炸彈掛載能力         |

## 主要的生產型

### 十二試艦上戰鬥機（A6M1）
零戰原型機，前兩架使用三菱自產的「瑞星」一三型發動機，離升輸出780匹馬力，定額高度輸出800匹馬力（稍後在受測階段中提高至875匹馬力），初期採用雙葉螺旋槳，在測試中更換為三葉可變螺距螺旋槳。原型機於1939年3月完成，4月首飛，由於前兩架原型機三菱堅持使用自產引擎的結果是性能未達指標，因此從三號原型機起海軍審查部強行責令更換成中島榮一二型發動機（一級一速增壓，定額高度輸出950匹馬力）。

### 零戰一一型（A6M2a）

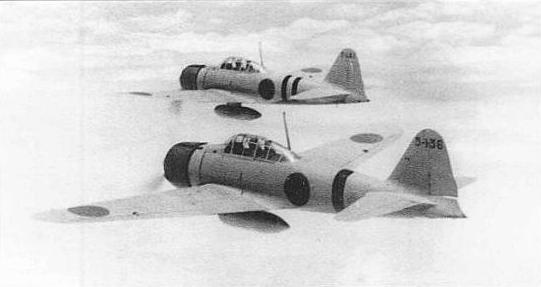
中國上空的零戰一一型

由於三菱瑞星引擎表現不如預期，從零戰三號原型機後更換為中島榮發動機，搭載了榮一二型引擎的試製零戰在後續審查一舉達成了幾乎所有項目的性能指標，發動機的爭議自此拍板定案。加入3號原型機到8號原型機等6架，此型零戰共生產64架。
1940年7月，從9號機後的15架零戰一一型進駐中國漢口機場，最終有40架零戰一一型進駐當地，在漢口當地調整後正式命名為「零式一號艦上戰鬥機一型」，簡稱零戰一一型；雖然定名叫艦上戰鬥機，但並沒裝上航空母艦降落所需的尾勾，僅能作為陸基戰鬥機使用，實際定義上是偏向普通戰鬥機。
原本日本海軍將零戰派駐到中國戰場的目的是以機場防衛為主，但是零戰的航程正好提供重慶轟炸的海航轟炸機最好的掩護。8月19日,12架零戰一一型為30架轟炸重慶的九六陸攻護航，中國空軍避而不戰。次日，零戰一一型同樣為50架轟炸重慶的九六陸攻護航，中國空軍為保存實力也未接戰，令身負零戰實戰驗證職責的日本軍方大失所望。9月12日，12架零戰又飛至重慶上空搜索，仍未遭遇中國戰機，接戰不成的日軍飛行員憤怒地用機槍向中國機場掃射。9月13日，13架零戰在誘戰失敗準備回航之際，突然收到中國空軍的I-15和I-16準備降落的消息，渴望實戰的日軍零戰機群立即折返回戰區攻擊中國戰機。由於雙方機種性能已達世代級數差距，中國空軍人員訓練與後勤條件亦不如人，經歷一番苦鬥之後蒙受慘重損失而卻戰果甚微。日方宣稱擊落27架中國戰機而己方無一損失（此次出戰的中國空軍為25架I-15與9架I-16，有24架中彈或是遭擊落，雖然實際數字有些微出入，仍不改其壓勝結果)。
後續中日仍發生數場空戰，零戰的壓倒性優勢依舊，這讓日軍在1942年以前以零戰取得中國戰場的制空權。當時仍為航空委員會顧問的陳納德雖然很快地向美軍提出報告警告日軍新銳戰機的壓倒性能，但當時美軍並未認真看待。

### 零戰二一型（A6M2b）

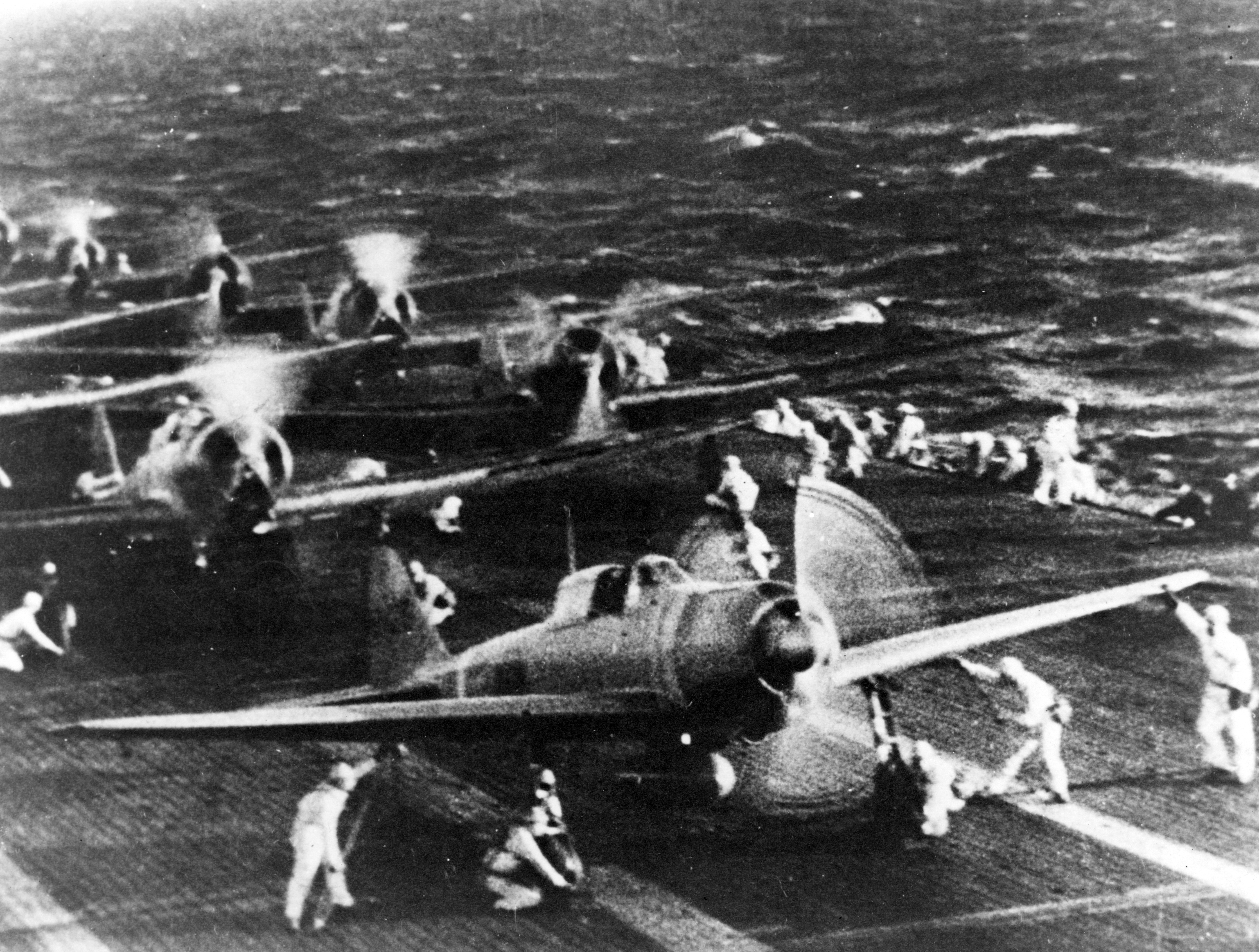
日本航空母艦上的零戰二一型

自此型號開始零戰在機尾加上著艦鈎與遠航必須的無線電定位設備，成為真正的艦上戰鬥機。日本空母的升降機僅比零戰一一型的12公尺翼展稍寬，一旦有運送疏失很容易讓機翼受損；考量空母上運作的便利性是設計艦載機時必須考慮的要項之一，崛越團隊的解決答案是將兩側的弧形主翼翼端重新設計成能以人力向上折起50公分的形式，以利於艦上作業。此型號稱為零戰二一型，也是日本海航初期的艦載主力戰鬥機。擁有著名的坂井三郎、西澤廣義、笹井醇一等功名顯赫王牌的台南航空隊，最輝煌的時期也是以本機作為主力。
太平洋戰爭初期，日本海軍有300架零戰，其中有250架用於太平洋戰區，全部是零戰二一型，參與了偷襲珍珠港和菲律賓攻略戰等戰役，到1942年時零戰21型三菱生產了740架。中島生產了2,821架，可說是太平洋戰爭前期的當家台柱。那時的同盟國因準備不足，也缺乏對零戰特性的正確分析，因此採用錯誤的一戰體系空戰戰術導致接連慘敗，因此可以說正因為零戰二一型的活躍造就了不敗的零戰神話，其明灰色（今日考證為飴色）塗裝也成為零戰神話的象徵。
盟軍自此型零戰開始稱其為"Zeke"而對之投予高度的敬畏，並將此代號沿用至往後所有的零戰系列。
| 正式名稱     | 零式艦上戰鬥機二一型                                                                       |
| 機體編號     | A6M2b                                                                                      |
| 全寬         | 12.0m                                                                                      |
| 全長         | 9.06m                                                                                      |
| 全高         | 3.5m                                                                                       |
| 機身空重     | 1,680 kg                                                                                   |
| 機身全備重量 | 2,674 kg                                                                                   |
| 發動機       | 榮一二型（950匹馬力）                                                                      |
| 最高速度     | 533.4 km/h（高度4,200m）註1                                                                |
| 爬升速率     | 6,000公尺7分28秒                                                                           |
| 俯衝限制速度 | 629.7 km/h                                                                                 |
| 續航距離     | 3,350 km（掛載副油箱）／2,222 km（機內燃油）                                               |
| 武裝         | 翼內20毫米口徑九九式機炮x 2（攜帶彈藥各60發）註2 機首7.7毫米口徑機槍x 2（攜帶彈藥各700發） |
| 炸彈掛載     | 30kg或是60kg炸彈x 2                                                                        |

註1：主翼外板增厚之後的數據。剛開始量產時之機型同高度最高速度509.3 km/h。

註2：後期生產型改良彈鼓將彈藥備量增加到每門100發

### 零戰三二型（A6M3）

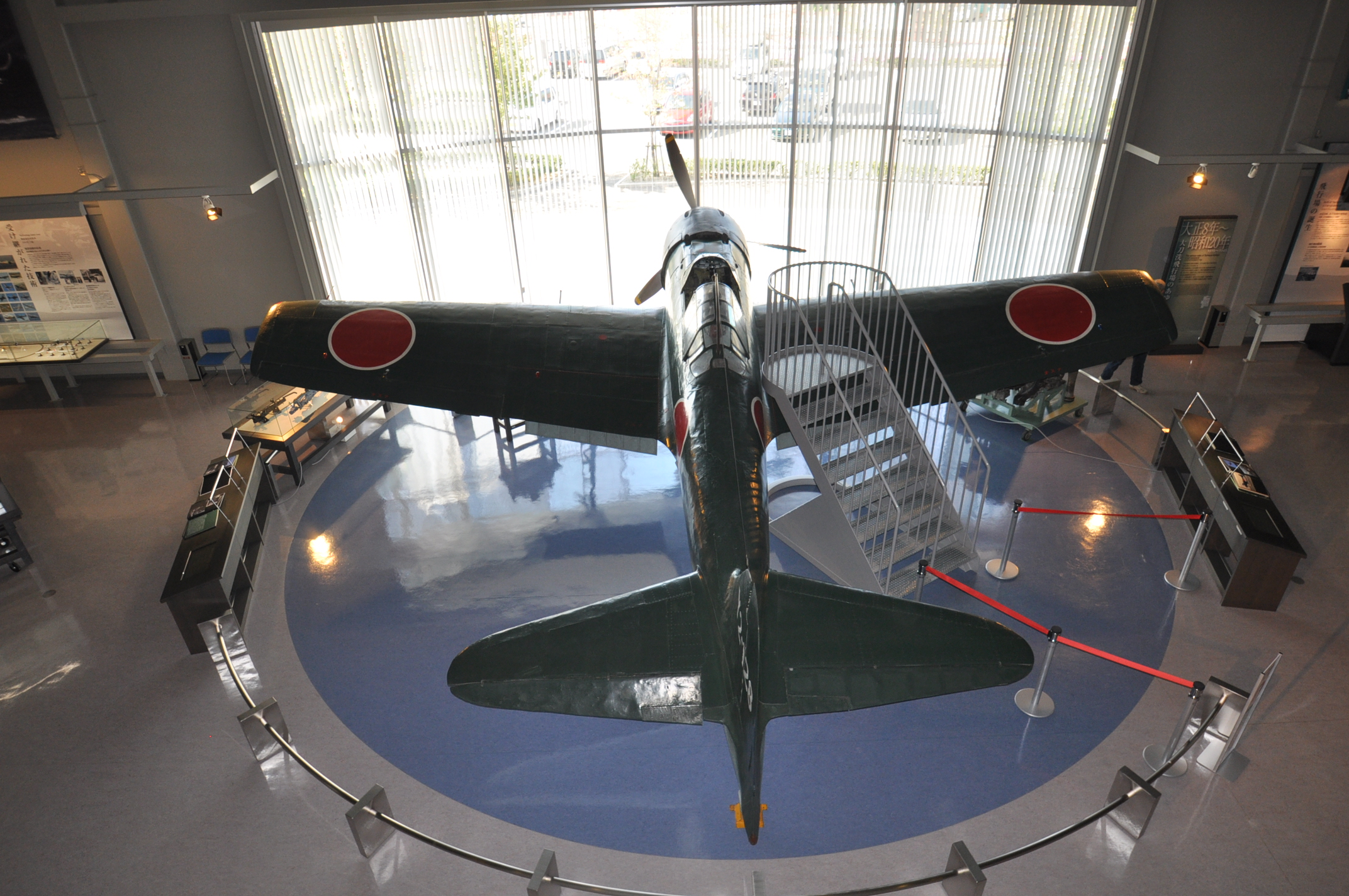
零戰三二型（A6M3），此相可清楚見到其獨特的方形翼端

1942年4月開始量產，吸收經驗更換裝有一級二速增壓器的榮二一型發動機（1130匹馬力），一方面提升速度及爬升率，也稍微改善高空的輸出狀態。因引擎增重60公斤之故而使重心前傾，基於配重的理由將前機身的油箱容量減少以恢復機身縱向平衡。並將二一型主翼翼端可往上折疊的圓弧套件取消，直接改成方形翼端以縮短翼幅。這些改進減輕了航艦地勤人員的負擔，並使三二型藉此提高了速度／加速性／滾轉率／俯衝速限，變得更適於和傾向高速打帶跑與擅用滾轉的美軍戰機對抗。但三二型為提升空戰性能所付出的代價，是損失了續航力和惡化了失速特性。原本零戰不易進入失速螺旋的友善特性消失，不僅造成部分飛行員抱怨，同時很不湊巧的是，三二型服役的時間點正好是美日雙方頻繁地長距離來回跨島攻防的瓜達康納爾島戰役，仍能算是長程戰機的零戰三二型減少的航程幅度卻恰好成為戰略佈局彈性上的致命限制，航空本部甚至為此設立專案檢討"二號零戰問題"。
基於以上諸多原因，順應前線改進呼聲而提升空戰性能並調整了各項性能權重，身負諸多期待的"二號零戰"卻因為無法適應當前新戰局的改變，在前線使用者之間對該型號的評價呈現兩極化。
零戰三二型的產量因此僅停留在343機程度。這也促成了長程化"零戰二二型"誕生的契機。
1943年春，根據小福田少佐彙編的「依據戰訓所成戰鬥機用法之研究」報告之中，提及"短翼展零戰"在高速下滾轉性能較先前型號來得輕快，利於當前空戰戰局。
另外盟軍一向稱零戰為"Zeke"，但本型登場時因其翼端特徵而使在空戰中多半僅能以剪影判別敵機的盟軍飛行員將其誤判為敵方新機種，而賦予了新代號"Hamp"。
美國海航於1943年6月修訂的日本軍機識別手冊中評價本型號為「南太平洋戰區中最需要高度注意的日本戰機之一」。可以說一定程度上肯定了該機的威脅性。
零戰三二型的翼內砲仍是九九式一號砲，但改良彈鼓將砲彈基數增加至100發。

### 零戰二二型（A6M3）

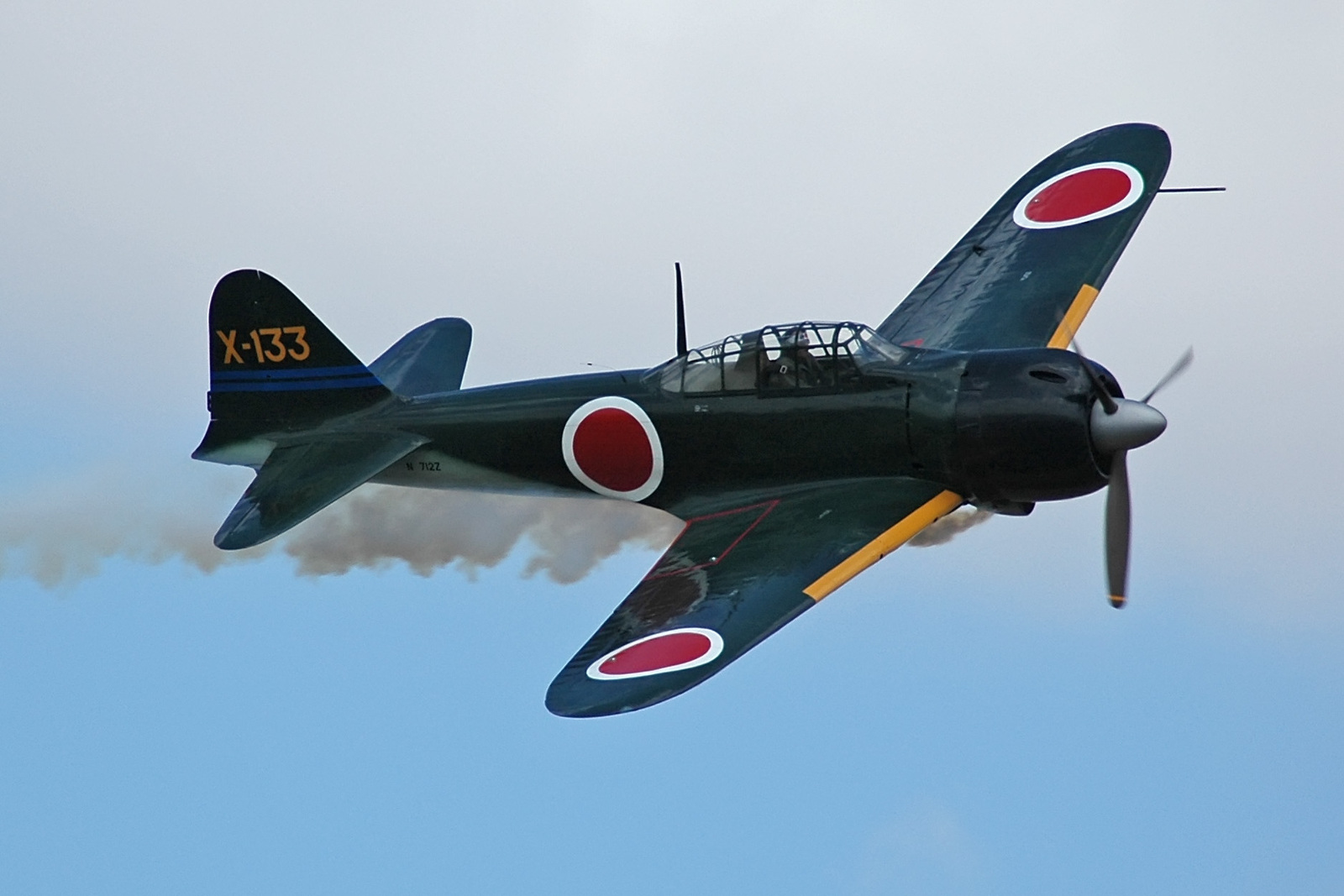
零戰二二型

二二型是為了彌補三二型在航程運用上的問題而急遽開發並投產的型號。自1942年末開始生產。全為三菱製造。
該機以先前的三二型為基礎，在左右翼內各加上一個45公升油箱，為彌補增加的重量並依據部分駕駛對三二型方形翼端的失速特性之抱怨，改回二一型的長翼展弧形翼端主翼，恢復了失速特性的同時也透過增積將三二型升高的翼負荷補償回來。

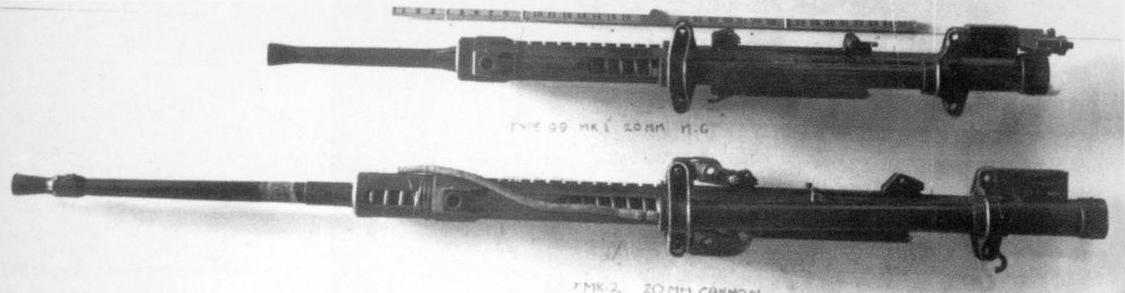
短炮管的九九式一號（上）和長炮管的九九式二號 (下)

此舉確實增加了航程，但滾轉能力與俯衝速限則又退回二一型時的原點。即使如此，因為同時擁有三二型強化過的新動力與近似二一型優良的迴旋特性，仍有部分駕駛認為二二型是最均衡的零戰（以當時戰局而言）。再次不湊巧的是，由於投入戰線的時間點正好是所羅門諸島攻防戰的中期，日軍在所羅門諸島分設了多處前線基地，特意增加的航程在此時顯得意義薄弱。
零戰二二型的後期生產型改用加長炮管的九九式二號砲，此謂零戰二二型甲。此種提高貫穿力、彈道特性與射程的新款機炮，之後也用於零戰五二型。

### 零戰五二型（A6M5）
由於原本預定取代零戰的後繼機"A7M烈風"在發動機問題上持續無法解決、開發進度嚴重落後；此致命問題使烈風無法順利在1943年開始量產，繼而取代零戰成為新一代的海軍艦載主力戰機。在美軍持續換裝新型戰機的同時，日本海軍卻只能繼續使用性能已開始顯得落伍的二一／三二／二二等各型零戰。在後繼機種遲遲不來的情形下，海軍不得不繼續進行零戰的改良，其成果即為零戰五二型。本型號歸納了以往作戰之經驗，在各階段改型中逐步強化機身結構以及加裝防彈裝甲與自封油箱，並換裝了新型的九九式二號砲，在火力以及後勤上皆有稍作改善；由於換裝較大馬力發動機的希望落空，在不得不繼續採用原有的榮二一型發動機，卻又迫切需要提升性能之下，三菱使用了較新理論的技術，將整流罩葉片下的排氣管改為分離短樁式（日文：単排気管。意即"獨立式推力排氣管"），在馬力不變的情況下藉廢熱排氣推力把水平最高時速提高至565km/h，更重要的是俯衝限制速度提高至666.7km/h。

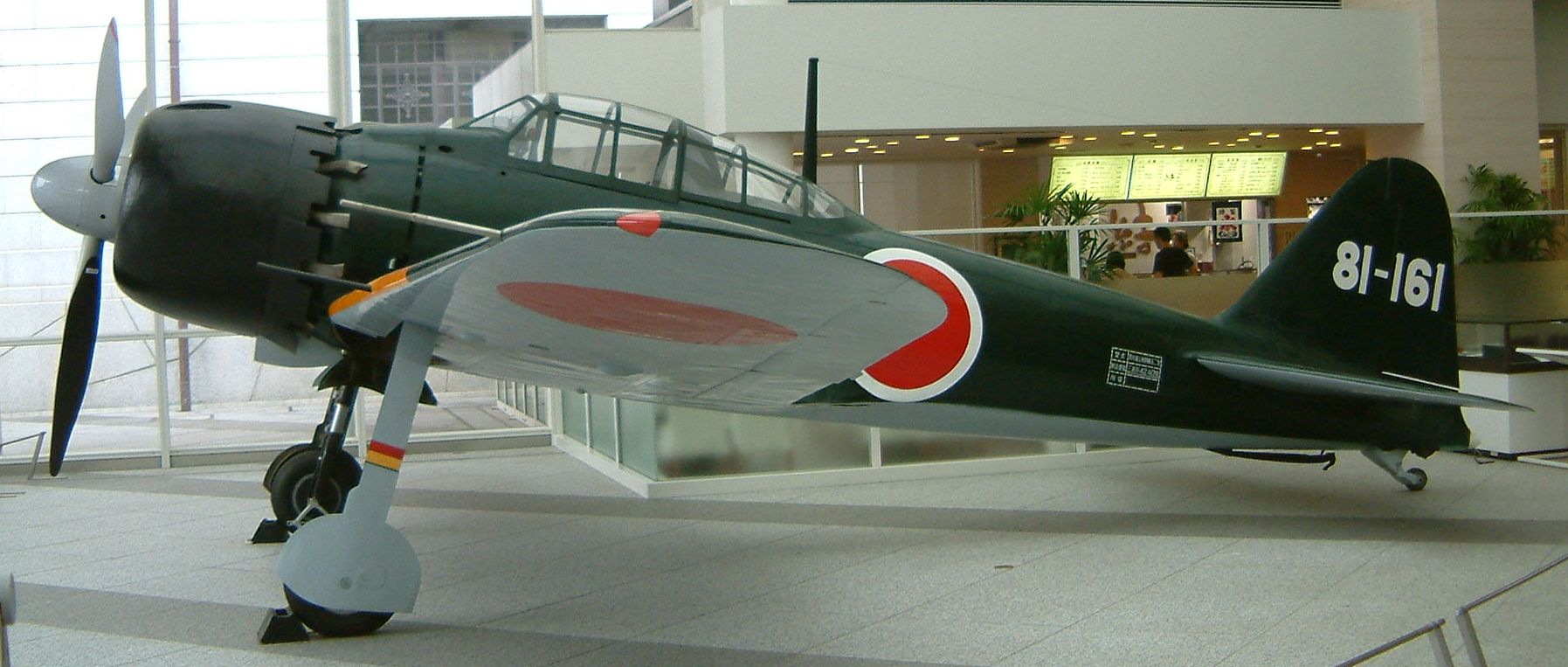
保存在日本靖國神社遊就館一樓的零戰五二型復原機

早年依據設計者堀越二郎與日本海航空戰王牌坂井三郎等"權威人士"之證詞得知，因為設計變更、重量增加的緣故，零戰五二型在飛行操作上不若零戰二一型輕巧，因此戰後數十年始終流傳「零戰五二型遜於二一型」之說。但在90年代後漸增的其他駕駛、地勤之大量證詞文獻以及復原機試飛報告顯示，事實上隨著當時戰局演變、前線參戰者反而普遍歡迎改善俯衝、提高滾轉率、速度提高與增加20mm砲彈藥基數之新型零戰。　
零戰五二型之惡評，事實上是摻雜失速特性不佳的零戰三二型或後期過重的五二型丙各型的刻板印象，實際上就均衡性而言反倒是五二型為佳。其中又以提高俯衝速限的五二型甲與局部提升武裝／防禦的五二型乙較獲好評。真正造成零戰後期型印象不佳的背景因素，乃肇因於零式的引擎馬力沒有美軍引擎來的大，造成美軍的F6F可以在急速俯衝下擺脫零式的追擊。零戰二一型的好評除了操控輕巧以外，另一重要原因就是開戰初期的盟軍戰鬥機無論在爬升率或迴旋性能上都遠遜於零式，且盟軍對零戰的認識不足又使用了錯誤的戰法，造成零戰初期在太平洋與中國戰場勢如破竹。
改良的零戰五二型於1943年8月試飛成功，並快速量產投入當時重建的日軍航艦部隊，但是在馬里亞納海戰證實了此型機種的改良幅度不足以應付當時美軍航艦上部署之新型F6F地獄貓戰鬥機。機體性能的差距固然是主因，但日方新手駕駛員的飛行時數開始不足導致技術低落、而美方卻因為先前主力的F4F等機種生存性高而保全了相當數量的歷戰老手，經驗得以傳承給新進人員外也能在換裝新機種的當下就駕輕就熟的採用正確戰術發揮威力，敵長我消的態勢下使得零戰五二型的劣勢更加顯眼，提前宣告了此機種從登場開始即告落伍的事實。
即使如此，原屬應急的零戰五二型系列在海軍後繼機種的開發與服役皆嚴重延遲的困境下不得不延命發展，使其成為零戰系列中產量居冠者。
| 正式名稱     | 零式艦上戰鬥機五二型                                                               |
| 機體編號     | A6M5                                                                               |
| 全寬         | 11.0m                                                                              |
| 全長         | 9.121m                                                                             |
| 全高         | 3.5m                                                                               |
| 主翼面積     | 21.30平方公尺                                                                      |
| 機身空重     | 1,876 kg                                                                           |
| 機身全備重量 | 2,733 kg                                                                           |
| 發動機       | 榮二一型（離陸輸出功率1130匹馬力）                                                 |
| 最高速度     | 565 km/h（高度6,000m）                                                             |
| 爬升速率     | 6,000公尺7分1秒                                                                    |
| 俯衝限制速度 | 666.7 km/h                                                                         |
| 續航距離     | 發動機全力輸出30分＋2,560 km（加掛副油箱狀態下）                                   |
| 武裝         | 翼內九十九式二型20mm機砲x 2（攜帶彈藥各100發） 機首7.7mm機槍x 2（攜帶彈藥各700發） |
| 炸彈掛載     | 30kg或是60kg炸彈x 2                                                                |

### 零戰五二型甲（A6M5a）
1944年10月起新出廠的零戰五二型將機翼蒙皮增厚2mm，提高俯衝速限至740.8km/hr，並將機砲彈鼓供彈系統改為彈鏈供彈，因此更能妥善利用翼內空間得以將每門機炮的彈藥基數由100發增加至125發。

### 零戰五二型乙（A6M5b）
為進一步增加火力，在零戰五二型甲的基礎上將機首右側機槍由7.7mm口徑九七式機槍改為13.2mm口徑三式重機槍，因此鼻罩變成右邊是大槍孔而左邊是小槍孔的不對稱佈局。
在油箱和發動機加上自動滅火器，座艙罩的前風擋正中央改用45mm防彈玻璃，並將座椅後方的8mm防彈鋼板列為選用套件。
自此型號開始，一向予人脆弱印象的零戰在遭受美軍連裝重機槍一次連射後沒有起火或爆散、尚能保存駕駛性命的紀錄與生還駕駛證言開始增加。

### 零戰五二型丙（A6M5c）

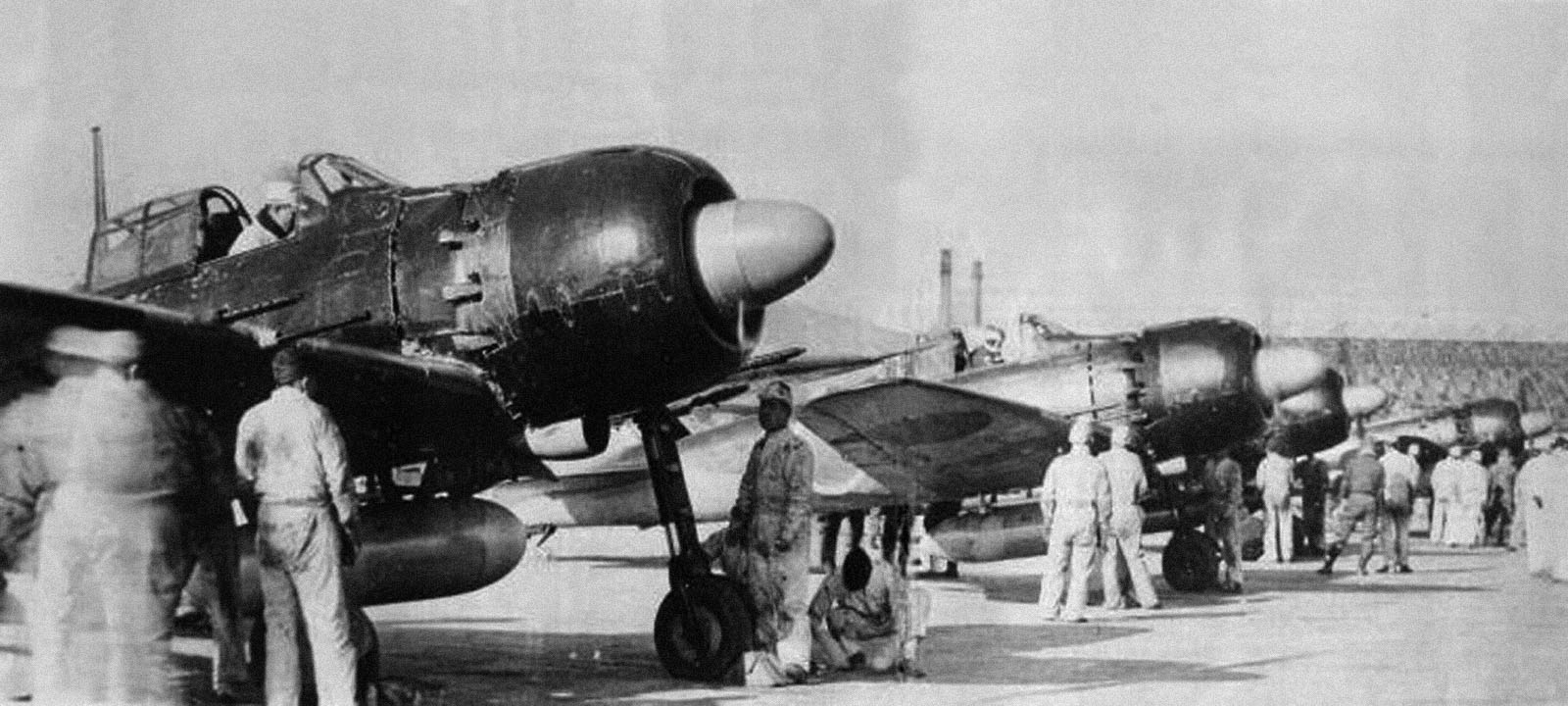
零戰五二型丙（A6M5c）

改任佐野榮太郎為設計師。零戰五二型丙把當時已近乎是"無效火力"的九七式輕機槍取消，而把13.2mm的三式重機槍增至三挺（保留機鼻右側的一挺、並追加兩挺在翼砲的外側位置），同時將座椅後方的防彈鋼板列為標準配備，還可以選擇裝備保護駕駛員後頭部的55mm厚防彈玻璃。後機身內增設140公升油箱以彌補大幅增重下的燃費損失，機翼下加上火箭發射架則可選擇將火箭空射藉以攻擊大型機或對地炸射時增加打擊力，提升了實用性；但增設的裝備令零戰的空重暴增至1,970kg ，笨重的機身也導致零戰五二型丙的機動性不如早期的零戰二一型。
設計群當然知道要相應的提升動力以儘可能的縮小性能減損幅度：原本預定換裝三菱的金星六二型發動機（1350匹馬力）但後來考慮到後勤整合性與引擎直徑後，又計劃改裝具備甲醇／水混合液噴注加力裝置、能在不修改機鼻整流罩前提下直接提升輸出的榮三一型發動機。但最終兩者的開發都出問題而使安裝計畫落空，五二型丙唯有續用榮二一型發動機苦撐。
動力不變而重量暴增之下，理所當然地嚴重影響了飛行性能。當時受領的使用單位不是將其規劃為對付轟炸機用的攔截機，就是逕自拆去翼內的機槍和防彈鋼板當成先前的五二型甲／乙使用。也因此零戰五二型丙被普遍認為是零戰系列當中飛行性能最差者。

### 零戰五三型（A6M6）
本型是與五二型並行開發的型號，即是將五二型的榮二一引擎換裝性能更好，具備甲醇／水混合液噴注加力裝置的榮三一型發動機（輸出功率1,300匹馬力），並裝設自封油箱的型號；理論上在更換動力、改善防護後會增強零戰的生存性，且極速也會有效恢復至五二型最初標準；配合榮系列較低油耗表現，海航原先規劃可在1944年中獲得一款在航程與性能都可以接受的艦載戰鬥機。
會出現五三型提案，是因為帝國海軍雷電戰鬥機與紫電戰鬥機在1944年時開發期程延宕，前線需要較為理想的墊檔過度機種；雖然帝國海軍讓本型號的優先度上調，但所有決策單位始料未及的是發動機和自封油箱卻也都開發延宕，導致五三型無法即刻投產，也無法趕上1944年10月在菲律賓爆發的雷伊泰灣戰役。軍方只好先擱置五三型開發及生產轉換作業，將產能優先配給五二型系列，開發也因此牛步化。等到重新評估下一型號零戰生產作業時，五三型與五四型系列同時被列為後續開發項目，待榮三一引擎穩定性總算可接受進入量產時，日本已經投降。
雖然三菱在生產序號統計中有五三型的存在，但因發動機缺陷，戰鬥單位實際領取的多半是砍掉注水加力裝置的簡裝版：榮三一甲／乙型（輸出功率1,150匹馬力前後）；「正牌」的榮三一型引擎零戰五三型實際交機數量至今在研究者考據中仍高度存疑數量規模。
雖然榮三一型發動機的研發不順利，但是在五三型計畫中配合的零戰防護裝置成果已小有所成，這些設備隨後在1944年中後期量產的五二型後續衍生型號中逐步實裝，略為提升零戰駕駛員生存機率。

### 零戰六二／六三型（A6M7）

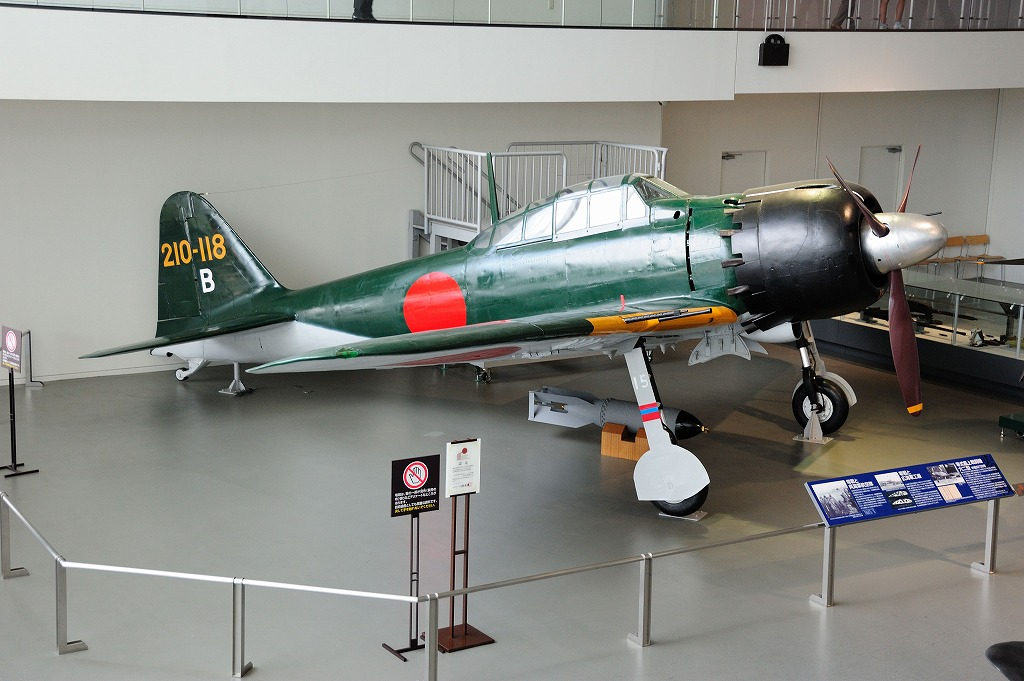
二戰後保留至今的零戰六二型(今存放於吳市海事歷史科學館)

以零戰五二型丙為基礎改進而成的戰鬥轟炸機型，亦稱"零式爆戰"。
主要變更點為：
- 將機腹中線下的副油箱掛架改為500公斤炸彈掛架。

- 兩翼下方則各自追加一個可以攜掛150公升副油箱的掛架以補回燃料攜帶能力。

- 設計上為了滿足俯衝轟炸的需求，不僅水平尾翼的內部結構強化，下部機身的蒙皮也同時增厚。

六二／六三型在計畫中將搭載榮三一型發動機的五三型作此項改裝後稱之為六三型，改裝榮三一甲 / 乙型發動機的五二型丙作此項改裝後則稱之為六二型。但因具備注水加力系統的榮三一型發動機其開發延至此時妥善性依然無法過關，安裝計畫持續跳票導致實際服役的六三型與六二型幾乎沒有不同。於是在動力沒有變更、空重狀態卻以2,150公斤的紀錄，更進一步超越先前五二型丙，零戰六二型擁有了全系列最高的火力／防禦／泛用性，卻也沒有哪項性能足以勝過同期對手，成了實際上零戰家族中真正的最低飛行性能版。
在戰爭末期這等性能水準的零戰顯然難有作為，加上此時海軍的主力戰機已轉換為其他更高性能的機種，故本批次的零戰最後多半淪為神風特攻隊的自殺機。日本在二戰後在琵琶湖找到一架零戰六三型，現陳列在京都。

## 衍生型號
除了一般艦載機款式以外，為了應付東南亞戰場無法取得足夠的前線野戰機場（日軍工兵部隊建設機場速度過慢）因此海軍將零戰安裝浮筒充當水上戰機使用，這款衍生型稱為二式水上戰鬥機；另外日本本土也有為了訓練零戰駕駛員而製造出的雙座型零戰（零式練習戰鬥機）。
除了量產型以外，戰爭末型因為新型機不足因此零戰也有被前線部隊做野戰修改以應付前線需求的狀況。例如在機身內安裝一門20mm傾斜式機砲的零式夜間戰鬥機（零式夜戰）；另外也有測試在翼上裝載30mm機炮的測試款，但這款測試戰機並未參加實戰。

## 未服役的其餘改良型號
1943年，橫須賀第一海軍航空技術廠曾將渦輪增壓試裝在兩架A6M2身上，並取名為A6M4，但遭逢一連串的失敗後，计划不了了之。
零戰五四／六四型（A6M8）
三菱在戰爭後期嚐盡因應戰局必須不斷對零戰追加裝備，但該機發動機的動力輸出始終不能相應提升，造成其性能不斷低下的苦果，因此多次向海軍要求許可該廠「在零戰機身能相容的前提下、搭載馬力儘可能強大的新式發動機」（其實就是不願受競爭對手中島牽制，想儘早換裝回自廠產品）。最後終於得償所願：
此發動機即是經過多次壓榨馬力試驗、成熟的末期版「金星六二型」發動機。擁有1500馬力的定額輸出，甚至在經過調校後離升馬力能達到1560匹馬力的水準。
即使阻力和重量明顯增加，試飛成績依然尚稱不惡（至少將零戰的空戰性能恢復到與未增重的初期五二型相比約略同等或以上的水準），擁有全系列中最佳的速度與爬升力。因引擎直徑擴大而不得不撤去機鼻右側的13.2mm三式重機槍。在恢復甚至稍微提升空戰性能後該機亦保留了末期五二型的機身強度與防禦水準。改裝計畫一度順利到進行了改裝扳機電門令槍砲協同發射之類次系統的細部檢討階段。
零戰改裝長期備受爭議的金星動力而造成預料中航程大減的後遺症，在當時日本已陷入本土防空戰的局面下也已不再被視為問題。三菱方面稱本型零戰為"順應戰局的正確進化"，海軍上層對此結果亦表接受。因此授予此款搭載全新發動機的零戰制式編號A6M8，命名為零戰五四型。預定量產化後將稱之為零戰六四型。
1945年4月，生产出了首架A6M8。飞行测试发现燃料和化油系统存在诸多问题并有发动机过热倾向，这架飞机不得不返厂修改。通过扩大滑油罐、修改管线设计并安装合适的发动机冷却导风板才排除这些缺陷。1945年5月25日，这架A6M8在青森完成了服役测试，海军定型为零式六四型投入生产。第二架原型机6月完成测试，7月这两架飞机都送往横须贺测试航空队。但就在開始進行生產計劃時工廠被炸，接著日本當局宣布投降。
| 正式名稱 (預定) | 零式艦上戰鬥機六四型                                                                |
| 機體編號        | A6M8                                                                                |
| 全寬            | 11.0m                                                                               |
| 全長            | 9.237m                                                                              |
| 全高            | 3.57m                                                                               |
| 主翼面積        | 21.30平方公尺                                                                       |
| 機身空重        | 2,150 kg                                                                            |
| 機身全備重量    | 3,150 kg                                                                            |
| 發動機          | 金星六二型（離陸輸出功率1500匹馬力）                                                |
| 最高速度        | 572.3 km/h（高度6,000m）                                                            |
| 爬升速率        | 6,000公尺6分50秒                                                                    |
| 俯衝限制速度    | 740.8 km/h                                                                          |
| 續航距離        | 發動機全力輸出30分＋1200 km（加掛副油箱狀態下）／850 km（機內燃油）                 |
| 武裝            | 翼內九十九式二號四型20mm機砲x 2（攜帶彈藥各125發） 三式重機槍x 2（攜帶彈藥各250發） |
| 炸彈掛載        | 30kg或是60kg炸彈x 2 250kg或是500kg炸彈x 1                                           |

## 零戰的優勢與弱點
零戰曾在第二次世界大戰初期產生零戰神話，被視為不可能被擊敗的無敵戰機。這個神話的产生源自多种因素。
- 西方國家當時普遍不相信一個東方國家制造的戰鬥機性能可以達到一個超過他們想像的水準。
- 雖然陳納德已把有關零戰的性能情報交給美國，但卻未受到美國軍方重視。[注 15][6]
- 初期與零戰遭遇時，飛行員普遍使用錯誤戰術，以及受到經驗不足的影響。而這也與盟軍將太平洋戰區視為次要戰區的態度有關。
- 戰爭初期，日本海軍航空隊的飛行員訓練紮實、實戰經驗豐富。

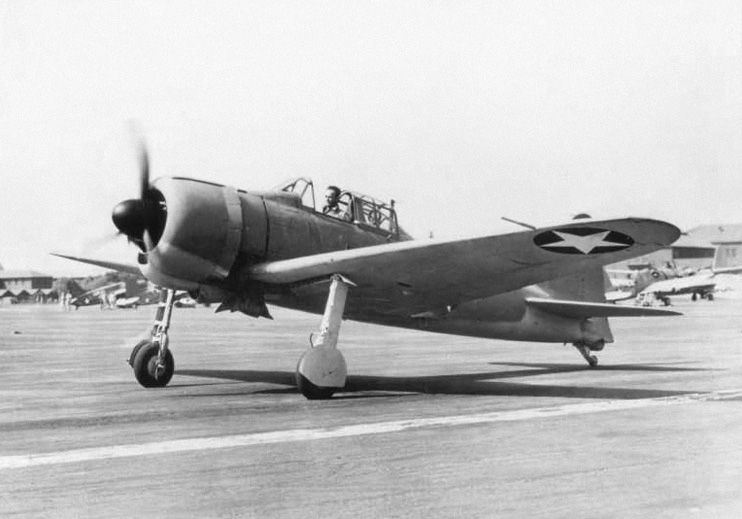
重新塗上美軍機徽並接受飛行測試的零戰二一型

1942年6月3日，一架由龍驤號航空母艦起飛去攻擊阿留申群島的零戰二一型，因發動機故障而在阿克丹島迫降不幸翻覆，飛行員古賀忠義死亡但飛機本身卻奇蹟似地無甚損傷。五週後被美國人發現，1942年8月該機被送往聖地牙哥北島基地做了一系列的飛行測試，結果發現：

### 零戰的主要優勢
- 非常低的翼負荷、失速特性良好、低速下的操控反應極端靈敏。這是由於航艦起降安全所需，並基於當時日本極端重視水平迴旋能力的思想所致。以上諸多特性成就零戰極為優異的水平面迴旋能力。無論迴旋半徑或是迴旋率，都超越盟軍當時參戰的主力機種。該機優異的水平面迴轉能力，令盟國飛行員很難從後緊貼零式的航道從而獲得開火機會；反之，零戰出眾的迴旋能力令零戰在初期的近距離空戰中經常處於優勢。
- 相較於同時期戰機相比不可思議的極遠航程。
- 中高度以下良好的爬升率。瞬間爬升率幾乎媲美特技機。即使被咬尾，一兩個翻飛後就可能將情勢逆轉從而反咬敵機。
- 作為艦載機而言，相當良好的全向視野。[注 16]
- 以同時期的戰機而言算是比較早搭載20mm機砲的機種。對早期防彈相關設備不完備、結構也並不強韌的各國戰機而言，該口徑等級的火力非常具有威嚇性。
而且將單發輕型戰鬥機擊落四發重型轟炸機的可能性大大提高。
這等火力是同一時期較零戰更為機敏，但武裝只有兩挺機槍的一式戰‧隼所難以迄及的。
- 太平洋開戰當時，以空冷引擎搭載機而言非常乾淨漂亮的氣動外形，以及相當低的阻力。（阻力係數0.0234、綜合阻力面積0.525㎡）
這不僅利於以較低馬力達成較高速度，對巡航的燃費經濟性也有好處。
- 初始加速性在開戰初期僅次於日本陸軍一式戰而勝過幾乎所有對手。面對極速高於自己的對手，也往往有機會在對方達到高於自己的速度之前將之捕捉並擊落。

### 零戰的主要弱點
- 因為設計上要求低翼負荷，飛機重量必須刻意降低，導致結構強度不足以適應高速下大幅度動作產生的應力，原型2號機便遭遇俯衝超限翼樑與主翼外板無法承受負荷導致結構解體的情形，這問題在量產機上仍有類似狀況。雖然日軍很早就知道問題，也試圖對機體結構進行強化修改，然而零戰與西方國家戰機相比高速俯衝下強度與操控性弱於對手的問題自始至終就沒有獲得實質上的解決過。另外，結構強度不足同時也更為惡化零戰本身差劣的抗戰損能力。
- 日本的發動機技術不如其他航空先進國，使得零戰的飛行性能必須靠近乎偏執地削減機體重量來達到，惡化前一點提到的結構強度、防禦力問題。
- 零戰的機翼控制面在低速時反應靈活，提供極佳的低速操控性，但在高速下很難改變控制面的角度，致使綜合速度的運動性能反而最差，這問題從大約220mph（354km/h）的空速開始浮現，一旦超過300mph（483km/h）的空速後，操縱桿需要施加非常大的力量方能移動。依據某些零戰駕駛員的實戰證言，超過500km/h時的拉桿力大到需要雙手加一腿的程度才能扳動。也就是說，中高速度範圍下的運動性能明顯劣於同速度等級的盟軍戰機，而後期面對更高速等級的新一代英美戰機時差距更是大到絕望的程度。
- 無線電通信品質不佳，有駕駛們為了減輕重量會乾脆拆掉無線電改用手勢溝通；無論是前者或後者皆缺乏靈活、即時且精確指揮中隊執行團體戰術的能力。
- 油箱缺乏防護及抗燃設計，駕駛座對槍砲子彈可說是毫無防護力。[注 17][注 18]
- 戰爭後期，美國已找出抗衡零式的戰法，以一擊脱離或“薩奇剪”等編組方式取代單純的迴圈纏鬥，讓俯衝速度不佳、滾轉率差、缺乏可靠無線電、防護能力又差的早期零戰難以與之抗衡[注 19]

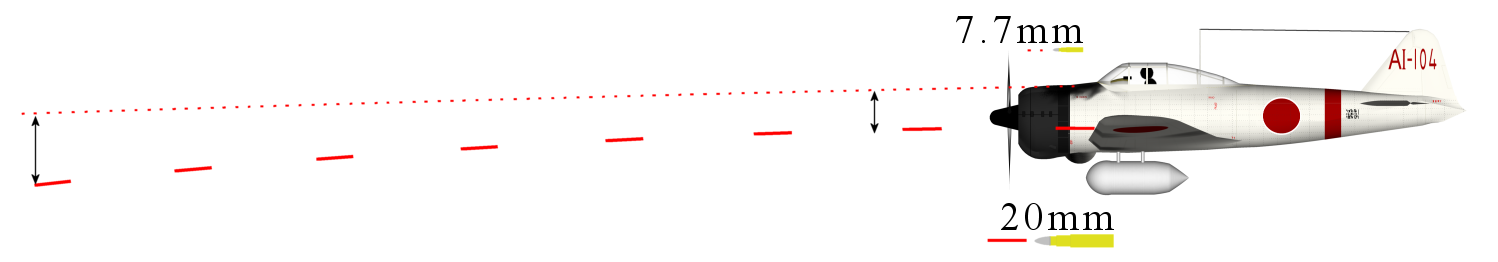
零戰武裝彈道對比

- 早期零戰的99式20mm機砲的砲口初速低導致有效射程短、貫穿力不足，彈道彎曲又散射，連射性也差，實際上有效射程比美國的0.50英吋重機槍還短得多。

加上彈藥基數少（早期型的九九式一號砲每門只有60發），對經驗較少的飛行員來說只夠一到兩個長點射，還在摸索前置量時彈藥已然耗盡，實戰效果極低。而一旦20mm砲耗盡，飛行員就只能依靠機首的7.7mm機槍，偏偏此槍口徑與威力太小，無法穿透許多戰機的裝甲板，甚至難以傷及結構，需要非常高密度與長時間的命中方能生效。而7.7mm機槍與20mm機砲兩者的彈道與初速亦相差甚遠，除非抵近至百米以內距離開火，否則槍砲齊發時兩者只有其一能命中。這對新手飛行員而言很難捉摸射擊手感，即使是如坂井三郎之類射擊技術超群的老練飛行員，對九九式一號砲差勁的性能也仍是多所抱怨。
中後期型零戰改搭載提高初速藉以改善貫穿力和彈道特性的長砲管型九九式二號砲，彈藥基數也經歷了兩次提升（60→100→125 )，飛行員們歡迎這項改變，但發現在零戰上使用新款機砲射擊時彈道發散的問題依舊嚴重。這是肇因於零戰主翼結構太弱導致抗撓性也差，在承受機砲等級的後座力時無法將砲身穩定，因此導致彈道發散問題。雖然零戰在改進途中曾試圖強化主翼，但高初速的九九式二號砲也增加了後座力，兩相抵銷之後此問題直至最後依然無解。

## 使用國家
日本
- 大日本帝國海軍航空隊

 中華民國

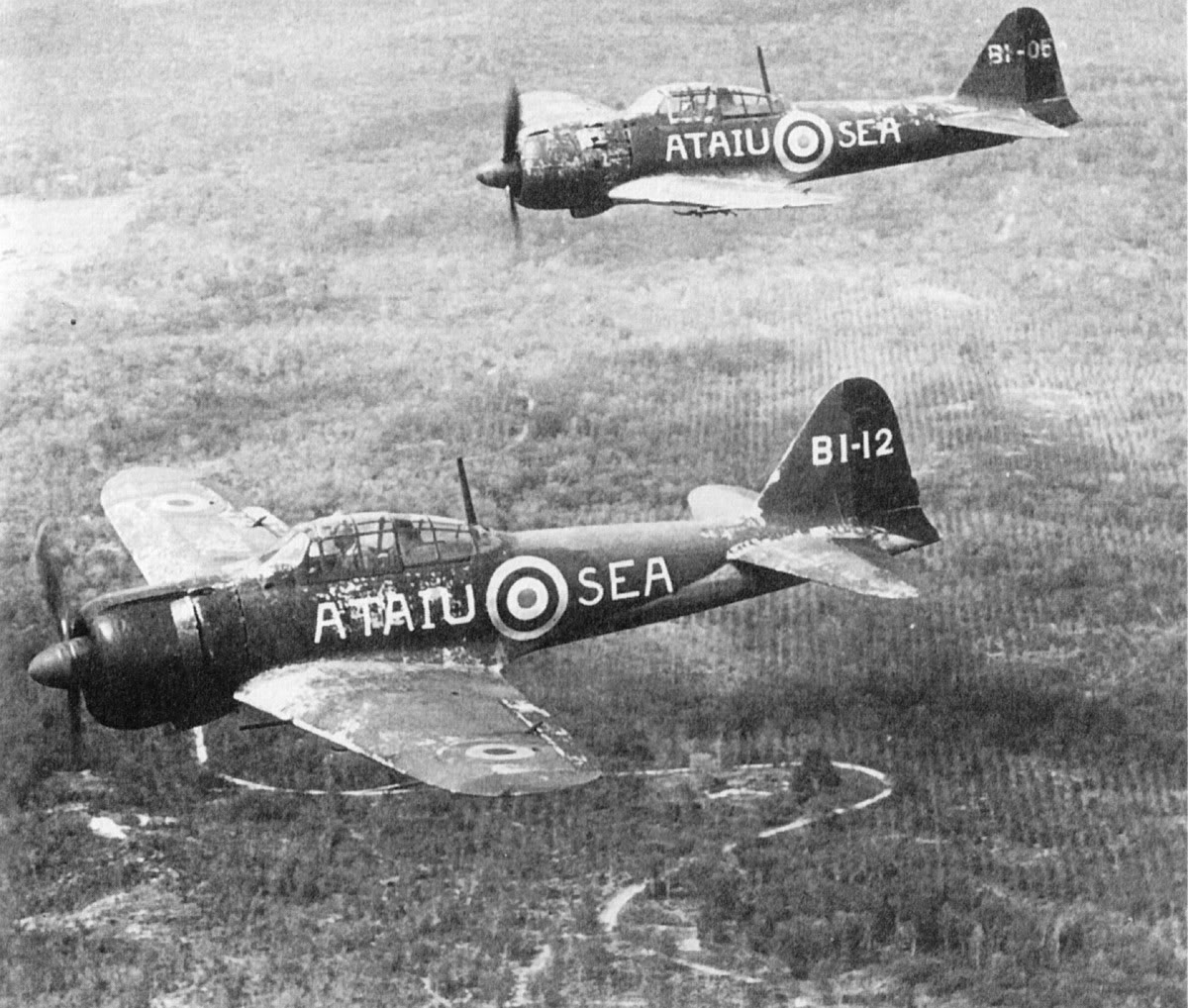
兩架二戰後被英軍接收並作飛行測試的零式戰鬥機

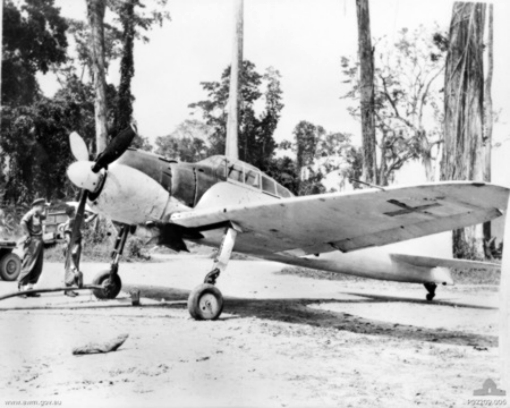
二戰後被澳洲擄獲的一架零戰22型

- 擄獲機，抗戰期間的1941年11月26日，一架原本屬於台南航空隊的零戰二一型於廣東省雷州半島被中國士兵擄獲，該機隨即被運往柳州做修理並在機翼底部塗上青天白日國徽，完成後交由飛虎隊作飛行測試，之後被送往美國，另外於二戰結束時在台灣繳獲，1948年福建省政府從台灣運了一架零戰五二型戰鬥機和一架零式教練機到馬尾，於工業學校作教材或研究用，1949年被解放軍接收

中國共產黨
- 擄獲機，1945年10月，東北民主聯軍從日本人手上得到3架已損壞的A6M3，修理後可使用並作為航校教材，還有從福建馬尾得到零戰五二型戰鬥機和教練機各一架

 美国
- 擄獲機

 印度尼西亞
- 印尼空軍

 泰國
- 泰國皇家空軍

 英国
- 擄獲機

- 擄獲機

## 相關電影、電視集或文學、動漫作品和電腦遊戲

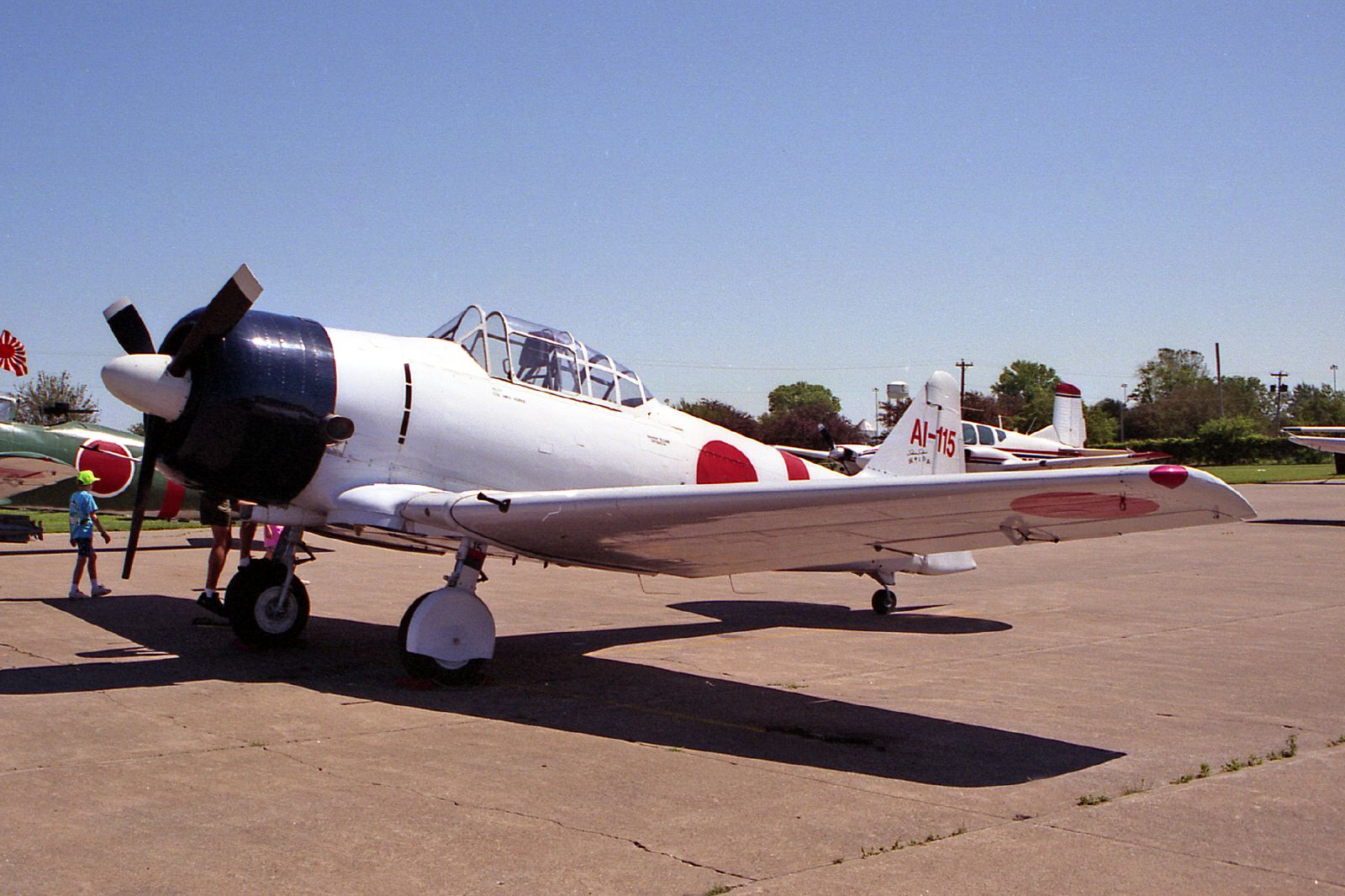
為拍攝電影而被改造成零戰的T-6教練機

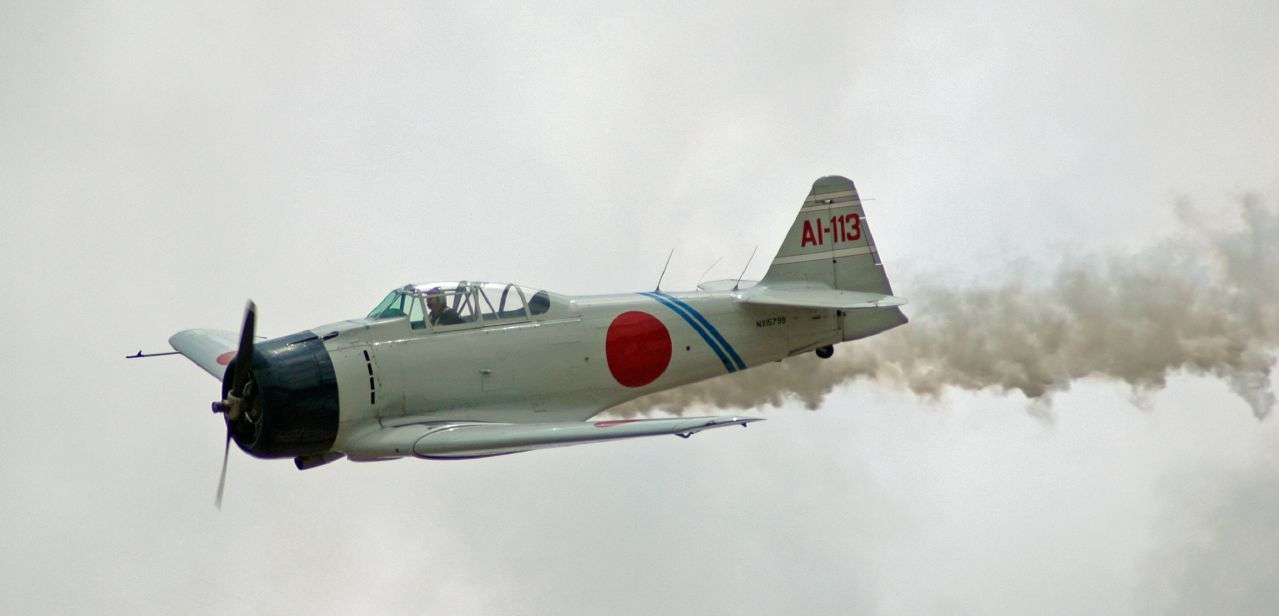
為拍攝電影而被改造成零戰的T-6教練機

- 虎！虎！虎！：1970年由美日合拍以偷襲珍珠港作為題材的電影，當中的零戰以美國T-6德州佬式教練機改造。
- 中途島海戰 (電影)：1976年以中途島戰役為題材的電影，同由美日合拍的，被視為「虎！虎！虎！」的姊妹作。
- 珍珠港 (電影)：2001年電影，當中使用了一架還能飛的零戰二二型，可惜機型與塗裝均與史實不符。
- 核子母艦遇險記（The Final Count Down）：1980年电影，两架为珍珠港作战做准备工作的零式战斗机遭遇了两架从穿越时空的尼米兹号航空母舰上起飞的VF-84中队的F-14雄猫式战斗机。一番周旋后两架零式均被F-14用M61火神式機砲与AIM-9响尾蛇导弹击落。
- 零戰燃燒：一則描寫零式戰鬥機飛行員與該機種研發到沒落的故事，故事影射空戰王牌杉田庄一。
- 零戰之命運：原海軍戰鬥機飛行員坂井三郎的空戰記錄。
- 零戰：原海軍飛行員奧宮正武與開發者堀越二郎的作品。
- 转动历史的时刻：零战设计者所见的悲剧：NHK纪录片。
- 零之使魔：主角平賀才人使用的戰鬥機（動畫中該機種為零戰52型）。
- 音速雷擊隊：當中以零戰為主角攜帶櫻花的一式陸攻護航。
- 最後的戰鬥機：主角擄獲敵軍王牌飛行員之後，後面講述一段對零戰的見解和其弱點，讓主角不知所措。
- 起风了：宫崎骏所导演的动画电影，剧情为混合改编了零式舰上战斗机设计者堀越二郎的故事、以及小说家堀辰雄作品《風起》的内容。
- 永遠的0：百田尚樹的文學作品，故事背景為二次世界大戰，書中主角及其同僚多駕駛零式戰機。原著改編的永遠的0映畫版於2013年12月21日在日本公開放映並創下票房佳績。
- 宇宙戰艦大和號系列：主角古代進所駕駛的機體為Cosmo.Zero，簡稱為零式戰鬥機。
- 艦隊收藏，作為航空母艦的數值化「武器」登場
- 联合舰队司令长官山本五十六
- 荒野的壽飛行隊
- 決戰中途島

### 電腦遊戲
- 戰鬥模擬飛行2：第二次世界大戰南太平洋戰場
- 太平洋空戰英雄
- 战斗位置：太平洋
- 使命召喚5
- 战争雷霆：日本II階到IV階艦載戰鬥機，美國和中國線也有零戰二一型以金幣機登場。
- 战机世界
- 战艦世界：零式艦上戰鬥機作為日本VI階航空母艦龍驤[7]的可研發攻擊機裝備及VIII階航空母艦翔鶴[8]、加賀[9]與加賀B[10]的預設攻擊機裝備。
- 戰地風雲1942
- 戰地風雲1943
- IL-2 1946
- 皇牌空战X2 联合突击
- 战斗位置：中途岛
- 空中冲突：太平洋航母
- 太平洋战机
- 偷袭珍珠港
- 伊尔2之太平洋飞将
- 摩登飛行員（Airfix Dogfighter）
- 使命召喚：二战
- 戰地風雲5
- 使命召喚：先鋒

### 手機遊戲
- 战艦世界閃擊戰
- 鋼鐵之翼

## 註解
1. ↑  也有某些中國大陸的書籍稱之為「零式飛機」，但是稱為「零式飛機」是存在歧義的，因為還有其他日本飛機名為「零式」，包括零式水上偵察機（簡稱：零偵）、零式運輸機、零式水上觀測機（簡稱「零觀」）。
2. ↑  有關零戰在當年的知名度，嚴格來說應當是「在日本海外最出名」，當時日本國內因為戰意宣揚電影《加藤隼戰鬥隊》的上映，反倒是陸軍的「一式戰‧隼」較為日本百姓所熟知。日本官方直至戰爭末期的昭和19年（1944年）11月才對國內公佈「零式艦上戰鬥機」之名。因此當時百姓除非有從軍的親屬，否則即使看過實機或圖片往往也不知道正確稱呼。零戰最強傳說是日本戰後復興階段在重建國民自信風潮之下娛樂業塑造的產物，被出版業與傳媒反覆引用盟軍當年受震撼的紀錄並加油添醋而成，才廣為人知並流傳至今。零戰神話在太平洋戰爭初期確實存在過，但随着盟军缴获实物试飞并找到了弱点（转弯性能极佳但生存性與俯冲很差）再加上日本有经验飞行员的损耗，到中期就已经不复存在。
3. ↑  雖長期流傳著兩業者的製造技術有所差距：中島製的零戰品質較劣，不如三菱本廠製品，而有「品質的三菱、濫造的中島」之說。但這只是早期中島自三菱承接技術轉移時尚未熟悉製程，造成短期間製品不良，以及親海軍的三菱側長期敵視親陸軍的中島之內部風氣下，親海軍的人員或出版社在戰後訪談中刻意擷取對中島廠不利的證言，操弄形象所造成的以訛傳訛。事實上無論當時日本軍部的判定或戰後美軍的考察，中島的量產技術與體制都是日本第一，並無技術不如三菱之事。而當年現場地勤與駕駛的證言亦顯示自零戰五二型起，中島製零戰與三菱製零戰無論性能或品質上幾乎都沒有差異，只有塗裝與細節上不同。後期中島軍機與引擎製造品質與妥善率嚴重低下的現象，肇因於日本因戰況惡化、資源枯竭，而軍部又強行將未成熟的試作機投產之結果，各廠商製品皆有同樣狀況，三菱亦然。此乃環境因素影響下的群體現象，不能單純歸咎為單一廠商的問題。
4. ↑  當時雖也有搭載金星發動機的想法，但當時的金星尺寸過大、重量過重、輸出又與榮相差不多（未滿1,000匹馬力），除了必須修改增大機鼻整流罩造成設計量負擔、可預期飛行員對前方視野不佳的抱怨以外，阻力陡升必然對速度與巡航效率產生不利影響，燃費提高會使得航程指標更難以達成。引擎與週邊增加的重量影響飛機配重外也對引擎支架結構產生更高的要求、燃費提高必然需要增大油箱…而要阻止翼負荷失控般上升的後果就只能增加翼面積，但機翼本身的重量和補強結構又將進一步帶來更多的重量…
在短期內引擎動力無法獲得提升但又可預見重量增長的惡性循環之下，對加速與運動性能只會有負面影響而已，金星較榮稍高的零頭馬力根本不足以抵銷以上諸多不利因素。
因此在海軍開出極其嚴苛的性能規格指標單之前，金星發動機在引擎備選的審查階段是最早出局的。
　關於崛越戰後認為當初應該選擇金星、而許多人也基於升級潛力而群起支持的此類言論，只能說是一種後見之明。
　因為無論在哪個階段選擇金星，都無可避免優點不足以抵銷缺點（特別是嚴重損及航程）以及對設計團隊造成工作量過大的問題（當時三菱在零戰以外還有諸多設計案在進行）。
　關於最後的金星搭載機"零戰五四型"存在之因果與議論：
①戰爭末期的中島廠已預定將榮引擎的產量縮減而全力進行"譽"的增產、妥善與升級計畫，機體設計無法搭載"譽"引擎又尚在延命服役的新造零戰將面臨無發動機可用的窘境。
② "金星"的輸出功率極限潛力在此階段才真正完全凌駕榮。而且即使此時金星的輸出功率遠勝榮，五四型的性能提升依然有限，證明當初增加阻力與重量對性能牽制的預估。
③當零戰五四型登場時，日本已經陷入本土防空戰的守勢作戰，所以航程大幅縮短的缺點已不再被視為問題。這與當初零戰立案時必須擁有大航程的出發點背道而馳。
④設計工作量暴增造成三菱研發團隊的過勞、與同為三菱產物的雷電／烈風搶奪設計資源結果造成各機皆嚴重延遲…等事實依然歷歷在目。
⑤金星零戰若在紫電／紫電改之前作為墊檔服役則有其合理性，但在紫電改已成熟海軍應當挹注主要資源將之全力增產的時期，金星零戰遲來的誕生只顯得聊勝於無與不合時宜。
　零戰五四型是因為面臨引擎斷貨危機卻又不能退役、無可奈何下催生的應急產物，因其成果尚可而逆推出「因最後金星零戰似乎成果不錯，所以當初早該選用該發動機」的觀點
　只會讓當初零戰在選型和試飛階段就樣樣不達標、又因中島早已棄標而缺乏備案下最終必然導致"十二試艦上戰鬥機計畫"流產，是一種無視歷史因果之下本末倒置的推論。
5. ↑  戰後日本國內某些出版業者在欠缺對戰史的全面瞭解下，為塑造"戰局開始對日本不利是因為零戰改進方向錯誤"的印象，在編輯上有刻意只擷取部分駕駛負面評價／證詞的傾向，
　此類撰文造成戰後"零戰三二型"以及後續零戰是改惡、改劣之說甚囂塵上並長達數十年之久。事實上這種觀點明顯偏離當年實情。
6. ↑  坂井雖是日本海航的頂級高手，卻曾因傷返國治療與轉任試飛員與教官而在一段期間與前線戰況脫節，因此觀點不能完全代表在各時期以各機種參戰之所有海軍飛行員的心聲。同樣，堀越有對成功作品侃侃而談、對失敗作品卻不願多言的傾向，當年在開發現場又有經常將測試結果不如預期的責任推給合作廠商的過往，事實上是相當受爭議的人物。兩位當事人的權威地位不容動搖，但因上述因素對其所言亦不可盡信甚至斷章取義進而擅自解釋。要理解零戰的真實全貌仍需靠多方文獻考證方能有成。
7. ↑  此類意見大致是：
「追擊美軍SBD或TBF時的信心大增，因為不再擔心遭其後座機槍正面打進自機座艙」、「不像過去遭到一次連射突襲後就意味著戰死，受損後仍有機會逃離或反擊」
　但美軍戰鬥機的駕駛群對此感受不深。與其他更耐彈抗損的新登場日機相比，零戰依然只是一到兩次持續命中就能使之爆燃或解體的脆弱機種。
8. ↑  但事實上，本機的飛行性能還不是零戰全系列中最差的。
9. ↑  另外，零戰五二型丙只是相較於先前零戰一向輕巧的印象相去甚遠而獲惡評。與同期盟軍主力戰機相比即使客觀事實上在各方面確有極大劣勢，但火力和迴旋性仍能與之抗衡。
10. ↑  令人匪夷所思的是，此時技術跨度更大、性能也更強的零戰五四型卻已先行開發成功。
　相比之下性能同等、火力與防禦水準相形落後、且更不可靠的五三型，除了已經無用武之地的航程優勢外幾乎可說是毫無量產意義。
11. ↑  榮三一型即為具備甲醇／水混合液噴注加力裝置的榮二一型。但因此系統問題頻仍且遲遲不能解決。無奈之下為了趕上安裝進度而將注水加力系統去除的榮三一型即稱為榮三一甲型，乙型則是將甲型的齒輪比重新調整回榮二一型設定、回歸原點以求可靠性的小幅改款。
　因此榮三一甲型 / 乙型實質上就是生產序號較晚的榮二一型，除了週邊系統稍作變動以外沒有本質上的差異。在性能毫無提升的情況下不能稱為改良型，充其量是延壽型。
12. ↑  驗收單位多失望地給予「これはもはやゼロ戦ではない…」（這已經不能算是零戰了…）的惡評。
　但也有極少數老練飛行員樂觀地認為「運用得當的話，可以當成總體性能劣化但較輕巧的紫電改，即使用作空戰也非一無可取」。
13. ↑  在陸軍キ-100五式戰鬥機上搭載的陸軍版金星"ハ112-II"仍維持廠商標準規範的1500馬力。
14. ↑  該資料為三菱重工的測試數值。
15. ↑  同樣於一九四二年但在稍晚點十月，一架墜落於海南島某海灘但機體大體完好的零戰被一中國農民發現，中國軍方得知後將其拆解並秘密運至桂林機場內，由杰哈德.紐曼(Gerhard Neumann)負責領導該機的修復、機體參數反向工程，約翰.艾利森少校負責試飛該機並記錄該機的飛行性能。
16. ↑  以1940~1943年時期的技術水準而言，和日本陸軍的一式戰‧隼同級，座艙視野都處於世界的頂尖水準[來源請求]。
17. ↑  缺乏防禦導致飛行員更容易折損，到戰爭後期經驗豐富的歷戰飛行員大量傷亡下實戰經驗難以傳承，新手素質因此停滯不前，使其在接下來的交戰中更快犧牲。
18. ↑  即使戰爭末期新銳機服役，也已缺乏足夠數量的適格者試飛或在實戰中與同盟國抗衡。這種惡性循環成為日本海航末期氣力難支的主因。
19. ↑  無獨有偶，除了美國能使用一擊脫離戰術抗衡日軍零式之外，日本也有部分王牌飛行員也能使用這種戰術對美軍軍機製造了不少麻煩，較突出的例子就有岩本徹三和菅野直兩人能使用日軍各式戰鬥機甚至是早期零戰達到類似美國一方的戰術效果；然而薩奇剪戰術被不少日方史料認為才是零戰真正的天敵，這點在王牌飛行員杉田庄一訓練下屬時常有提及，但個別技巧高超的飛行員例如日高盛康（英语：Moriyasu Hidaka）憑藉個人的技術勉強壓制了使用該戰術的美軍飛行員。
20. ↑  同樣使用九九式20mm砲的雷電與紫電改因主翼的結構強度較能跟上國際潮流遠較零戰為高，因此即使是左右兩翼共計四砲齊發也無類似零戰的彈道發散問題。